# St. Bonifatius (Bad Wildbad)

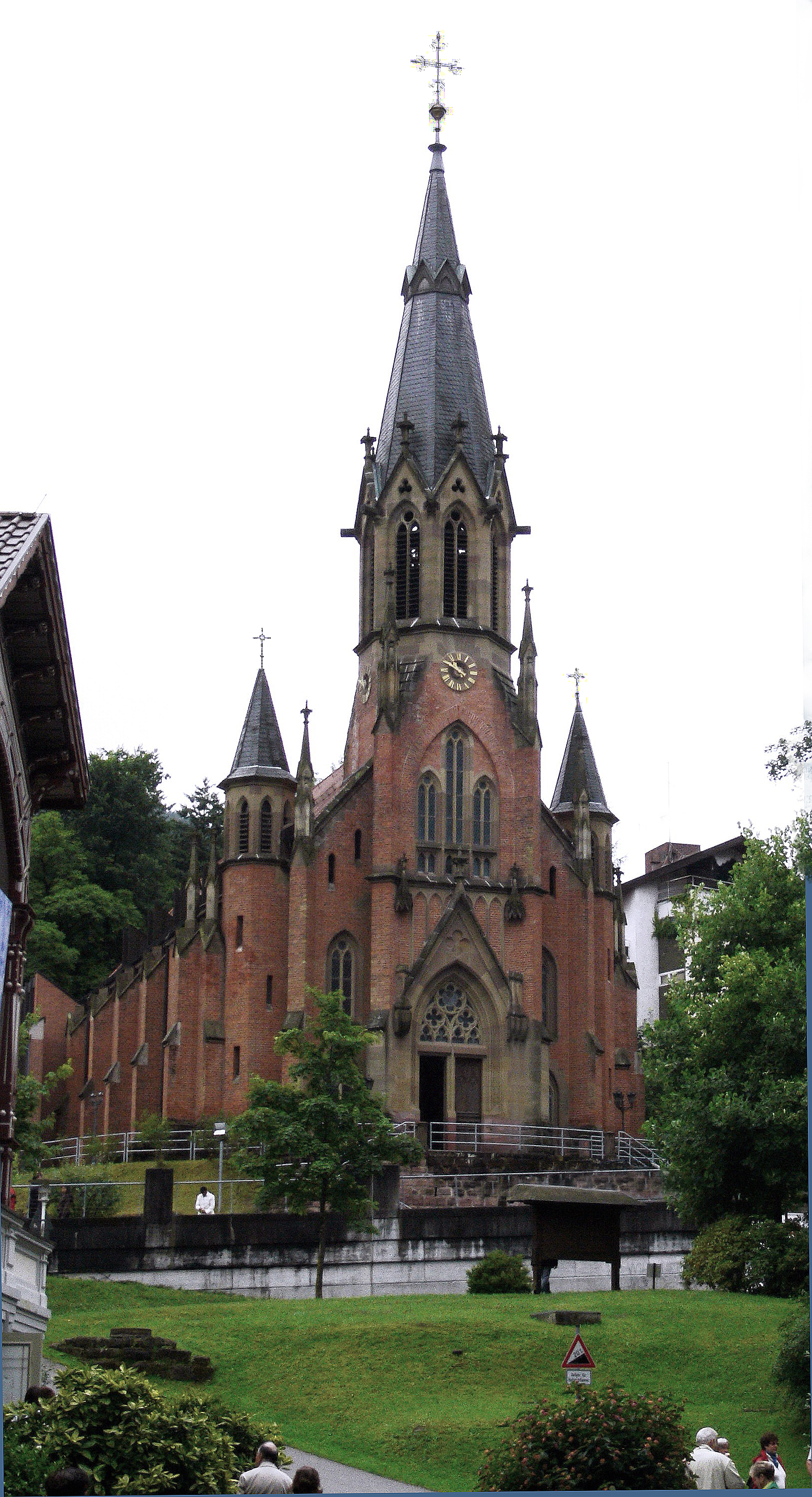
Kirche St. Bonifatius

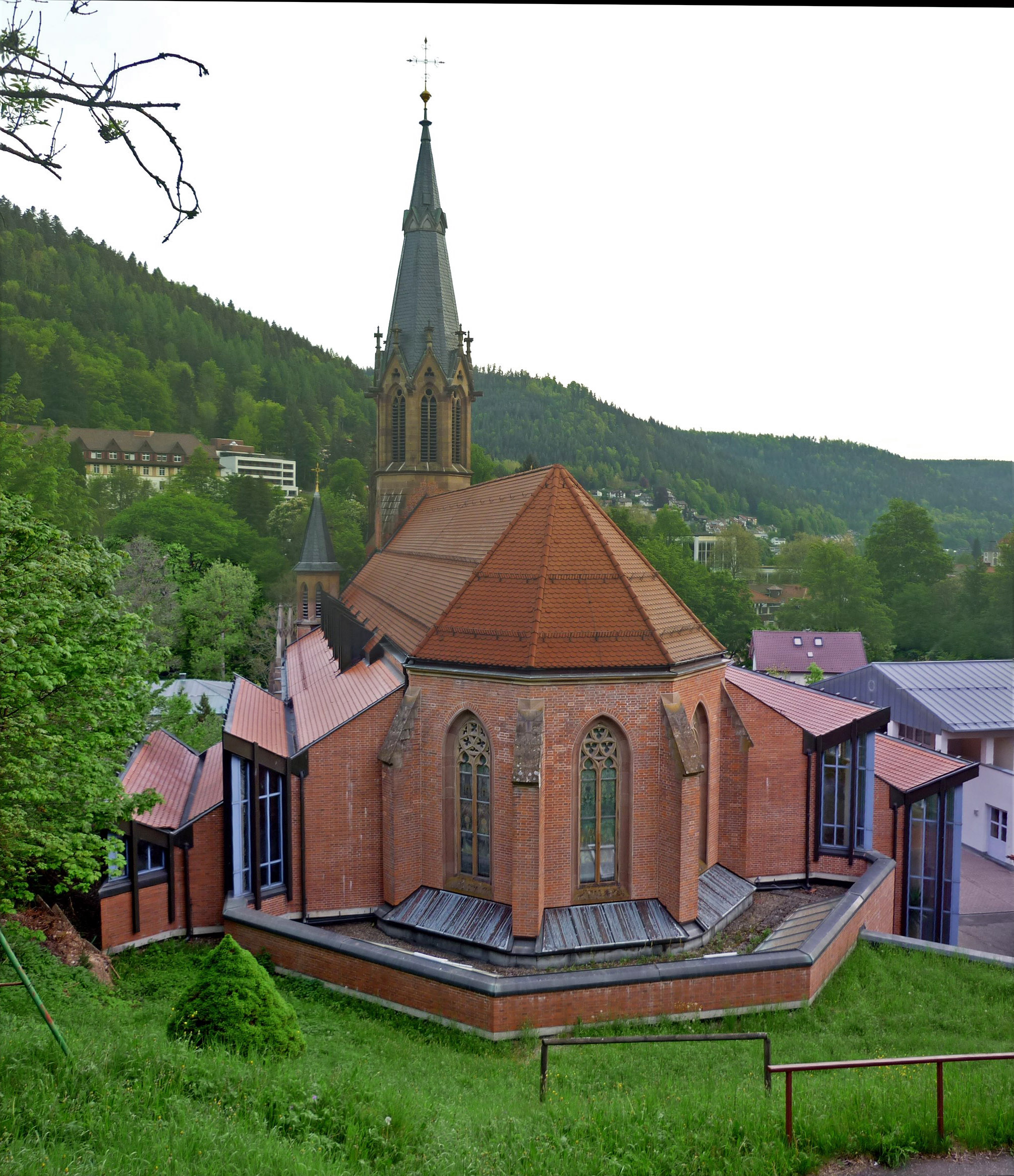
Ansicht von Süden

Die Kirche St. Bonifatius ist die römisch-katholische Pfarrkirche von Bad Wildbad in Baden-Württemberg. Am Rande des Kurparks gelegen, bildet sie den architektonischen Abschluss der Enzanlagen.

## Geschichte
Im traditionell evangelischen Bad Wildbad entstand die katholische Kirche wie auch die Englische Kirche wegen der Badegäste, die im 19. Jahrhundert den Kurort besuchten und während ihres Aufenthaltes eine kirchliche Heimat suchten. König Wilhelm I. hatte verfügt, „dass für die dauernde Anwesenheit eines katholischen Geistlichen während der Sommermonate auf öffentliche Kosten gesorgt werden müsse.“ Bis zum Deutsch-Französischen Krieg waren es auch etliche französische Gäste, die Geld für den Bau einer katholischen Kirche spendeten. Mit diesem Geld, aber auch mit Mitteln der Diözese und des Staates, wurde die Kirche St. Bonifatius nach Bauplänen des königlichen Oberbaumeisters Georg von Morlok (1815–1890) erbaut. Am 24. April 1877 weihte der Bischof von Rottenburg Karl Joseph von Hefele die neugotische Kirche, ein Jahr später errichtete er die katholische Stadtpfarrei Bad Wildbad.
Von 1935 bis 1937 wurde die Kirche saniert, wobei die neugotischen Verzierungen an der Fassade reduziert wurden, und bauliche Maßnahmen wurden durchgeführt, welche die Oberlichter des Mittelschiffs verdeckten. Nach Ende des Zweiten Weltkriegs wuchs die Zahl der Katholiken von Bad Wildbad durch den Zuzug von Flüchtlingen und Vertriebenen sowie durch Arbeitssuchende an. Da ab den 1960er Jahren die Zahl der Kurgäste rasant anstieg, wurde an den Neubau der Kirche St. Bonifatius gedacht. Da die Kirche jedoch unter Denkmalschutz stand, konnte die neugotische Kirche nicht abgerissen werden, sondern wurde 1978/1979 saniert. Von 1982 bis 1985 wurde die Kirche nach Plänen der Architekten Lutz und Partner, Stuttgart, um ein Querschiff erweitert, sodass sie seither 320 Sitzplätze bietet. Es erfolgten zudem die Wiederherstellung der ursprünglichen Dachform sowie die Ergänzung der Fassadenelemente um die in den 1930er Jahren abgebauten Verzierungen. 1993 wurde auf der Ostseite der Kirche das Pfarrzentrum nach Plänen des Architekten Hans Dieter Lutz errichtet. Durch die Sprengungen bei der Errichtung des Meistertunnels entstanden mehrere Risse an der Außenfassade. Am 7. Januar 2004 entstand durch einen Brand im linken Querschiff erheblicher Schaden. Die Instandsetzung der Kirche benötigte über ein Jahr und wurde am 23. April 2005 mit einem Festgottesdienst abgeschlossen.

## Namensgebung und heutige Verwendung
Die Kirche von Bad Wildbad erhielt den hl. Bonifatius zum Patron, da seine Verehrung im 19. Jahrhundert neu belebt und sein Gedenktag zur Zeit des Aufbaus der Gemeinde 1874 in den liturgischen Kalender der Weltkirche aufgenommen wurde. Da der hl. Bonifatius im 8. Jahrhundert als Missionar im Gebiet des heutigen Deutschland missioniert hatte, sah man eine Parallele zum Aufbau der katholischen Kirche im 19. Jahrhundert.
Die Kirche St. Bonifatius ist die Mutterkirche der früheren Filialgemeinden Heilig-Kreuz Neuenbürg, St. Bernhard Bad Herrenalb, St. Josef Schömberg und St. Martinus Calmbach. Zur Pfarrei St. Bonifatius gehören heute (Stand 2017) ca. 1400 Mitglieder. Zusammen mit Schömberg, Höfen an der Enz, Calmbach und Enzklösterle bildet St. Bonifatius die Seelsorgeeinheit Obere Enz.

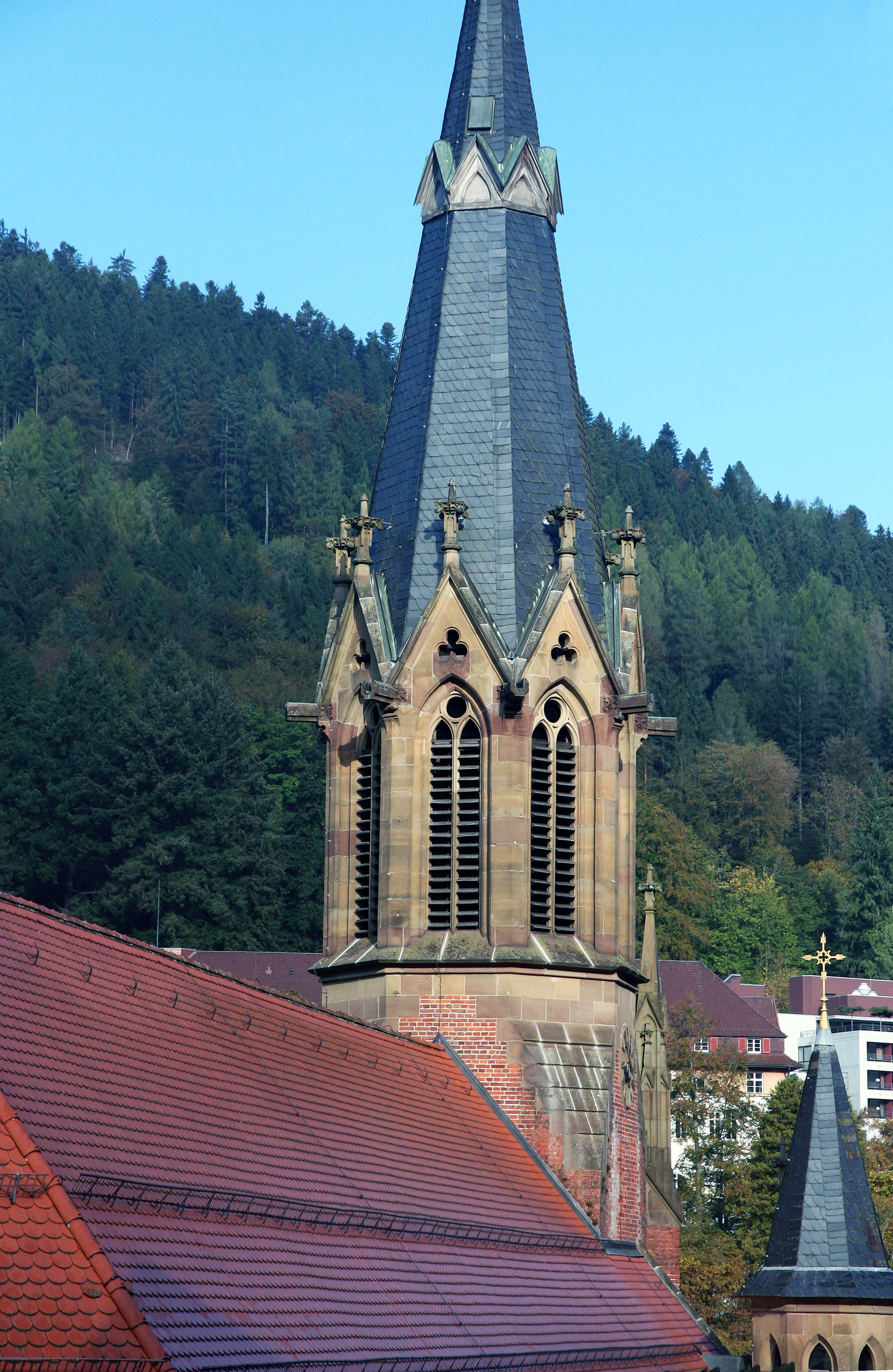
Kirchturm

## Baubeschreibung

### Kirchturm und Äußeres
Am östlichen Hang des Kurparks oberhalb der Großen Enz gelegen, erhebt sich die Kirche mit ihrem 45 Meter hohen Frontturm und zwei seitlich flankierenden Türmchen und zeugt vom erstarkenden Selbstbewusstsein der Katholiken im evangelischen Württemberg. Von der höher gelegenen Olgastraße ist der 1983–1985 errichtete Erweiterungsbau in Form eines modernen Querschiffs gut zu erkennen. Die historische Bausubstanz wird durch das gewählte Baumaterial von Natur- und Backstein sowie durch die architektonische Sprache zitiert und gleichzeitig ergänzt. Auf der östlichen Seite der Kirche gelangt der Besucher über ein modernes Portal am Seitenschiff in die Kirche.
Das Geläut der St.-Bonifatius-Kirche besteht aus vier Glocken. Drei von ihnen wurden am 9. Dezember 1960 bei der Glockengießerei Gebr. Bachert in Bad Friedrichshall gegossen, die vierte stammt aus der Entstehungszeit der Kirche um das Jahr 1880. In den Kriegsjahren 1942 und 1944 waren zwei der bisherigen drei Glocken aus dem Turm ausgebaut und für die Rüstungsindustrie eingeschmolzen worden.

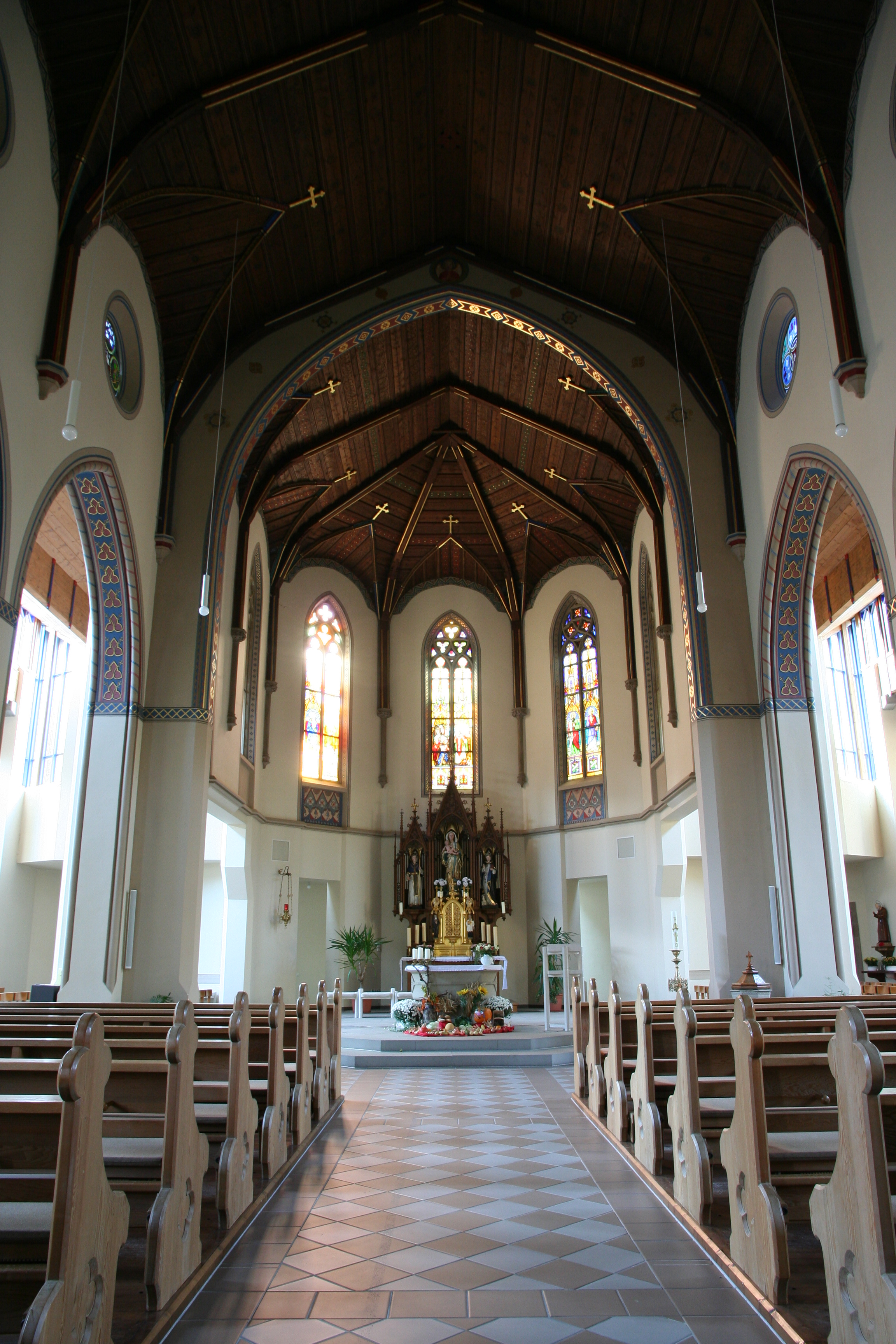
Innenansicht

| Nummer | Ton | Widmung        | Inschrift |
| ------ | --- | -------------- | --- |
| 1      | g   | Muttergottes   | „Gegrüßet seist du, Maria, voll der Gnade“ |
| 2      | b   | Hl. Augustinus | „Unser Herz ist ruhelos, bis es Ruhe findet in dir, o Gott!“ |
| 3      | c   | Hl. Michael    | „Heiliger Erzengel Michael, verteidige uns im Kampf!“ |
| 4      |     | Hl. Sebastian  | „Pestis peccatique tela per sanctum Sebastianum declina.“ = „Nach St.Sebastian heiß’ ich, Krankheit und Sünde scheuch’ ich, nach Krieg läut’ ich, zum Frieden ruf’ ich!“ |

### Innenraum und künstlerische Ausstattung
Die dreischiffige Wandpfeilerkirche wird von einem hölzernen Dachstuhl überdeckt, der im Innern frei liegt. Arkaden trennen das Haupt- von den Seitenschiffen, die Orgelempore auf der Nordseite ruht auf drei Arkadenbögen. Der Erweiterungsbau führt um den historischen Chor der Kirche als Umgang herum. Aufgrund der Hanglage ist die Kirche nicht geostet, sondern zeigt mit dem Chor nach Süden.
Abgesehen vom Volksaltar, der bei der Erweiterung der Kirche in den 1980er Jahren aufgestellt wurde, ist die künstlerische Ausstattung weitgehend im Originalzustand erhalten. Die Fenster sind mit Glasmalereien aus dem 19. Jahrhundert versehen: Im Chor wird links die Heilige Familie gezeigt, in der Mitte der taufende hl. Bonifatius, rechts die Apostel Petrus und Paulus. Über den figürlichen Darstellungen befinden sich spätgotische Schmuckformen. Die Fenster in den Seitenschiffen nehmen diese Ornamentik auf, während die Rundfenster über den Arkadenbögen mit den Initialen „A. M.“ auf das Ave Maria verweisen, mit „S. B.“ auf St. Bonifatius. Weiter sind die vier lateinischen Kirchenväter Augustinus, Ambrosius, Papst Gregor der Große und Hieronymus dargestellt. Der Pelikan, der seine Jungen mit seinem Blut nährt, verweist auf Jesus Christus. Ein Kreuz als Lebensbaum sowie die Passionswerkzeuge Lanze und Schwamm verweisen auf die Passion Christi. Der Hochaltar wurde 1872 von Johann Nepomuk Meintel aus Eichenholz geschnitzt. Links im Gehäuse ist der Kirchenpatron St. Bonifatius zu sehen, rechts der hl. Leonhard. Mittig befindet sich eine Muttergottes, die eine Nachbildung der Blaubeurer Madonna ist und 1952 in den Hochaltar eingefügt wurde. Der Tabernakel wird von den seliggesprochenen Edith Stein und Rupert Mayer flankiert. Die Wandnischen der Seitenschiffe zeigen Mosaike von Bruder Benedict Schmitz, Ingolstadt. Sie thematisieren das Element Wasser, Sinnbild des Lebens und der Taufe. Zu erkennen sind u. a. die Arche Noah und das Lamm Gottes, von dem das Wasser des Lebens ausströmt.

### Orgel
Die im Jahr 1880 durch Christoph Ludwig Goll, Kirchheim/Teck, errichtete Orgel steht unter Denkmalschutz. Nach einem zwischenzeitlichen Umbau wurde sie 1985 wieder auf den Originalzustand restauriert. Es handelt sich um ein mechanisches Instrument auf Kegelladen mit zwei Manualen und Pedal. Die Disposition lautet:
| I. Manual C-f3 |       |
| Bourdon        | 16′   |
| Principal      | 8′    |
| Gedeckt        | 8′    |
| Gamba          | 8′    |
| Gemshorn       | 8′    |
| Octave         | 4′    |
| Flöte          | 4′    |
| Oktav          | 2′    |
| Nassard II     | 2 ⁄3′ |

| II. Manual C-f3 |    |
| Principalflöte  | 8′ |
| Salicional      | 8′ |
| Fugara          | 4′ |
| Clarinette      | 8′ |

| Pedal C-d1      |     |
| Subbass         | 16′ |
| Violon          | 16′ |
| Fagottbaß (Tr.) | 8′  |

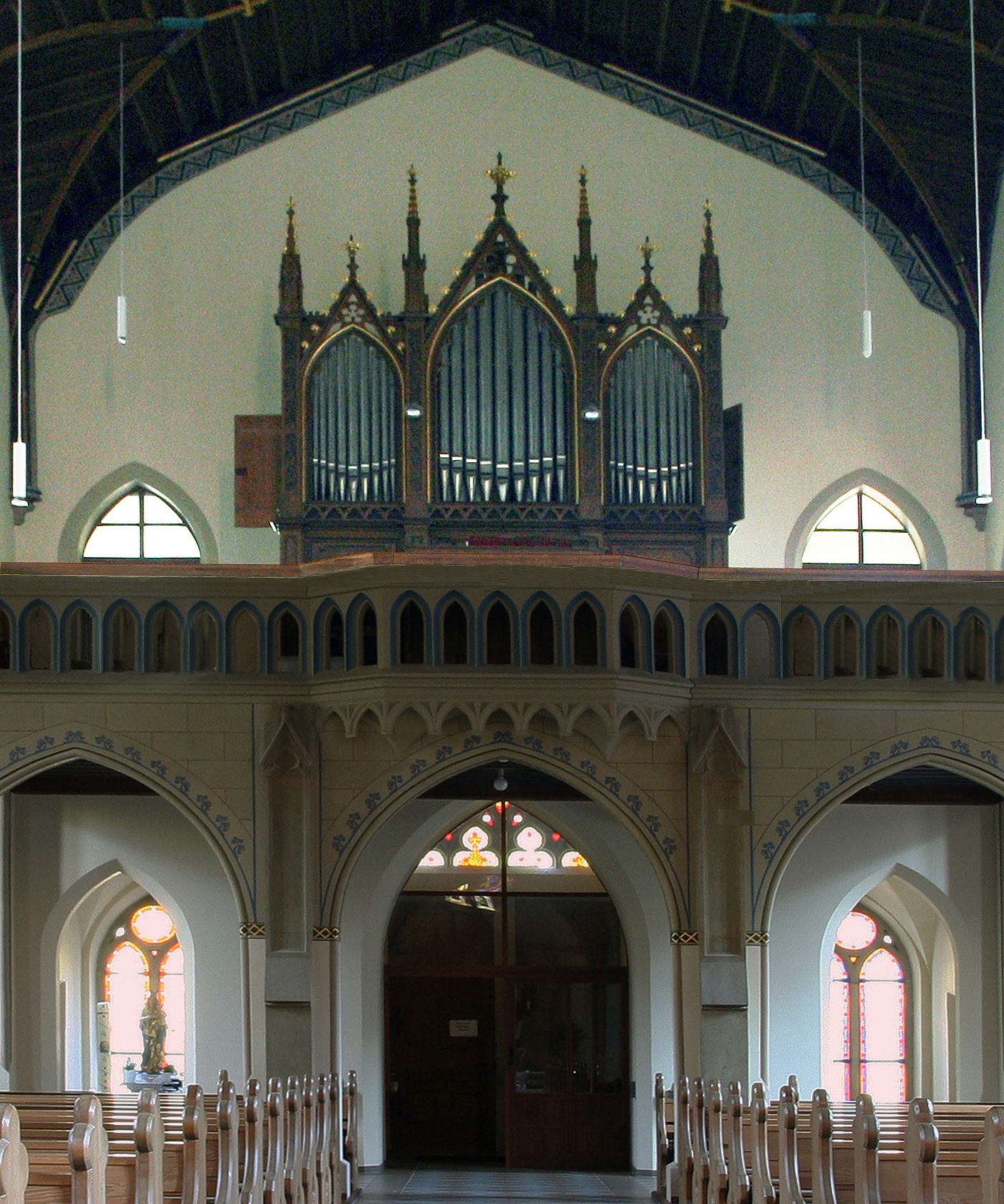
Empore mit Prospekt der Goll-Orgel von 1880

- Koppeln: II/I, I/P, II/P; Oktavkoppel („Oktaviant“) für I, II, P (in den Manualen bis f4, im Pedal bis d2 ausgebaut)
- feste Kombinationen: Mezzoforte, Forte.

Eine Besonderheit der Disposition ist das zweifache Register Nassard, welches mit der Oktave 2' und der ausgebauten Oktavkoppel eine sechschörige Mixtur bildet.